# 머니챌린지
머니챌린지는 2019년에 유튜브 머니랩 채널에서 진행한 디지털 시대, 나만의 금융생활 노하우에 대한 영상을 제작하는 프로그램이다. 본선에 10팀이 진출하며, 심사위원 평가 60%와 유튜브 평가 40%를 반영하여 최종 5팀에게 상금이 지급된다. 우승팀에게는 상금 2000만원이 지급된다.

## 결과
| 이름                     | 상                     |
| ------------------------ | ---------------------- |
| 金도끼 (김나영)          | 1등 (2000만원)         |
| 캐시뭉 (이종민)          | 2등 (300만원)          |
| 장용웅                   | 3등 (100만원)          |
| 데일밴드 (노소연 외 2명) | 4등 (50만원)           |
| 코리너스 (조이 외 2명)   | 콘텐츠 창의상 (50만원) |